# Nezabudice
Nezabudice (en allemand : Nesabuditz) est une commune du district de Rakovník, dans la région de Bohême-Centrale, en Tchéquie. Sa population s'élevait à 93 habitants en 2020.

## Géographie
Nezabudice se trouve à 12 km au sud-sud-est de Rakovník et à 45 km à l'ouest-sud-ouest de Prague.
La commune est limitée par Velká Buková au nord et à l'est, par Branov à l'est et au sud, et par Hracholusky et Pavlíkov à l'ouest.

## Histoire
La première mention écrite de la localité date de 1115.

## Transports
Par la route, Nezabudice se trouve à 17,5 km de Rakovník et à 64 km du centre de Prague.